# 元和 (日本)
元和（）は、日本の元号の一つ。慶長の後、寛永の前。1615年から1624年までの期間を指す。この時代の天皇は後水尾天皇。江戸幕府将軍は徳川秀忠、徳川家光。

## 改元
- 慶長20年7月13日（グレゴリオ暦1615年9月5日） 後水尾天皇の即位と戦乱（大坂の陣（大坂の役））などの災異のため改元
- 元和10年2月30日（グレゴリオ暦1624年4月17日） 寛永に改元

## 元和年間の出来事
- 元年
  - 3月15日  大坂夏の陣：豊臣氏の滅亡。元和偃武。
  - 7月 武家諸法度、禁中並公家諸法度が制定される。
- 2年
  - 徳川家康死去。
  - 松平忠輝が改易される。イギリス船、オランダ船の貿易港を平戸と長崎に限定する。
- 5年
  - 福島正則が改易される。大坂城代が設置される。紀州徳川家が成立する。
- 6年
  - 猿楽（現・能楽）シテ方の名手喜多七太夫長能が金剛座より独立し、喜多流を創設。
  - 江戸城の本丸、北丸の改築工事が行われる。
- 8年
  - 本多正純が改易される。
  - 8月5日、長崎で元和の大殉教。
- 9年
  - 7月 徳川家光が3代将軍に就任する。大奥法度が定められる。松平忠直が改易される。
  - 江戸の大殉教（英語版）
- 10年
  - 3月24日 禁教問題でスペイン船の来航を禁止する。

## 誕生
- 元年
  - 11月29日 - 松平光長、松平忠直の子（+ 宝永4年）
  - 月日不明 - 野中兼山、土佐藩家老（+ 寛文3年）
- 3年
  - 3月13日 - 慈胤法親王、江戸初期の法親王、父は後陽成天皇（+ 元禄12年）
  - 10月24日 - 板倉重矩、江戸初期の老中、京都所司代（+ 寛文13年）
  - 10月28日 - 土佐光起、江戸時代初期の土佐派の絵師（+ 元禄4年）
  - 月日不明 - 河村瑞賢、江戸時代初期の豪商（+ 元禄12年）　生年は異説あり
- 4年
  - 5月29日 - 林鵞峰、江戸初期の儒学者、父は林羅山（+ 延宝8年）
  - 12月9日 - 山崎闇斎、江戸初期の儒学者（+ 天和2年）
  - 月日不明 - 菱川師宣、江戸初期の浮世絵師（+ 元禄7年）　生年は異説あり
- 5年
  - 月日不明 - 熊沢蕃山 - 江戸初期の陽明学者（+ 元禄4年）
- 6年
  - 11月1日 - 八条宮智忠親王、江戸初期の皇族、桂宮第2代当主（+ 寛文2年）
- 7年
  - 6月4日 - 木下順庵、江戸初期の儒学者（+ 元禄12年）
  - 11月18日 - 松平正信、江戸初期の大名、奏者番（+ 元禄5年）
  - 月日不明 - 宝樹院、徳川家光の側室、徳川家綱の母（+ 承応元年）
  - 月日不明 - 伊達宗勝、一関藩初代藩主、父は伊達政宗（+ 延宝7年）
  - 月日不明 - 天草四郎、島原の乱の指導者（+ 寛永15年）
- 8年
  - 7月1日 - 松平頼重、江戸初期の大名、徳川頼房長男（+ 元禄8年）
  - 8月16日 - 山鹿素行、江戸初期の儒学者（+ 貞享2年）
  - 月日不明 - 順性院、徳川家光の側室、徳川綱重の母（+ 天和3年）
- 9年
  - 6月2日 - 稲葉正則、小田原藩主、老中（+ 元禄9年）
  - 11月19日 - 明正天皇、第109代天皇（+ 元禄9年）

## 死去
- 元年
  - 10月14日 - 片倉景綱（初代小十郎）、伊達政宗家臣で仙台藩片倉氏初代の白石城主（* 弘治3年）
- 2年
  - 4月17日 - 徳川家康、江戸幕府初代将軍（* 天文11年）
  - 6月7日 - 本多正信、徳川家康の家臣（* 天文7年）
  - 9月11日 - 坂崎直盛、津和野藩初代藩主（* 永禄6年）
  - 10月12日 - 松前慶広、松前藩初代藩主（* 天文17年）
- 3年
  - 3月6日 - 最上家親、江戸初期の大名最上氏第12代当主（* 天正10年）
  - 7月16日 - 芳春院、前田利家正室（* 天文16年）
  - 7月19日 - 立花直次、戦国から江戸初期の大名（* 元亀3年）
  - 8月26日 - 後陽成天皇、第107代天皇（* 元亀2年）
  - 12月4日 - 見性院、山内一豊正室（* 弘治3年）
- 4年
  - 6月3日 - 鍋島直茂、戦国から江戸初期の大名（* 天文7年）
- 5年
  - 3月18日 - 細川興元、江戸時代初期の大名（* 永禄6年）
  - 7月21日 - 島津義弘、島津家第17代当主（* 天文4年）
  - 9月12日 - 藤原惺窩、戦国時代から江戸初期にかけての儒学者（* 永禄4年）
- 7年
  - 6月5日 - 生駒正俊、高松藩第3代藩主（* 天正14年）
  - 6月12日 - 茶阿局、徳川家康の側室（* 生年不明）
  - 12月13日 - 織田長益（織田有楽斎）、織田信長の弟で大名茶人（* 天文16年）
- 8年
  - 5月9日 - 見性院、武田信玄二女で穴山梅雪正室、（* 天文23年）
  - 6月19日 - 里見忠義、館山藩第2代藩主（* 文禄3年）
  - 7月3日 - 珠姫、徳川秀忠二女で前田利常正室（* 慶長4年）
  - 7月11日 - 支倉常長、伊達政宗家臣で慶長遣欧使節の一員（* 元亀2年）
  - 8月12日 - 京極高知、戦国大名（* 元亀3年）

## 西暦との対照表
※は小の月を示す。
| 元和元年（乙卯） | 一月      | 二月※ | 三月  | 四月    | 五月※ | 六月  | 閏六月※ | 七月  | 八月    | 九月※ | 十月    | 十一月※   | 十二月※   |
| ---------------- | --------- | ----- | ----- | ------- | ----- | ----- | ------- | ----- | ------- | ----- | ------- | --------- | --------- |
| グレゴリオ暦     | 1615/1/29 | 2/28  | 3/29  | 4/28    | 5/28  | 6/26  | 7/26    | 8/24  | 9/23    | 10/23 | 11/21   | 12/21     | 1616/1/19 |
| ユリウス暦       | 1615/1/19 | 2/18  | 3/19  | 4/18    | 5/18  | 6/16  | 7/16    | 8/14  | 9/13    | 10/13 | 11/11   | 12/11     | 1616/1/9  |
| 元和二年（丙辰） | 一月      | 二月※ | 三月  | 四月※   | 五月  | 六月  | 七月※   | 八月  | 九月※   | 十月  | 十一月  | 十二月※   |           |
| グレゴリオ暦     | 1616/2/17 | 3/18  | 4/16  | 5/16    | 6/14  | 7/14  | 8/13    | 9/11  | 10/11   | 11/9  | 12/9    | 1617/1/8  |           |
| ユリウス暦       | 1616/2/7  | 3/8   | 4/6   | 5/6     | 6/4   | 7/4   | 8/3     | 9/1   | 10/1    | 10/30 | 11/29   | 12/29     |           |
| 元和三年（丁巳） | 一月      | 二月※ | 三月※ | 四月    | 五月※ | 六月  | 七月※   | 八月  | 九月    | 十月※ | 十一月  | 十二月    |           |
| グレゴリオ暦     | 1617/2/6  | 3/8   | 4/6   | 5/5     | 6/4   | 7/3   | 8/2     | 8/31  | 9/30    | 10/30 | 11/28   | 12/28     |           |
| ユリウス暦       | 1617/1/27 | 2/26  | 3/27  | 4/25    | 5/25  | 6/23  | 7/23    | 8/21  | 9/20    | 10/20 | 11/18   | 12/18     |           |
| 元和四年（戊午） | 一月※     | 二月  | 三月※ | 閏三月※ | 四月  | 五月※ | 六月※   | 七月  | 八月    | 九月※ | 十月    | 十一月    | 十二月    |
| グレゴリオ暦     | 1618/1/27 | 2/25  | 3/27  | 4/25    | 5/24  | 6/23  | 7/22    | 8/20  | 9/19    | 10/19 | 11/17   | 12/17     | 1619/1/16 |
| ユリウス暦       | 1618/1/17 | 2/15  | 3/17  | 4/15    | 5/14  | 6/13  | 7/12    | 8/10  | 9/9     | 10/9  | 11/7    | 12/7      | 1619/1/6  |
| 元和五年（己未） | 一月※     | 二月  | 三月※ | 四月※   | 五月※ | 六月  | 七月※   | 八月  | 九月※   | 十月  | 十一月  | 十二月    |           |
| グレゴリオ暦     | 1619/2/15 | 3/16  | 4/15  | 5/14    | 6/12  | 7/11  | 8/10    | 9/8   | 10/8    | 11/6  | 12/6    | 1620/1/5  |           |
| ユリウス暦       | 1619/2/5  | 3/6   | 4/5   | 5/4     | 6/2   | 7/1   | 7/31    | 8/29  | 9/28    | 10/27 | 11/26   | 12/26     |           |
| 元和六年（庚申） | 一月※     | 二月  | 三月  | 四月※   | 五月※ | 六月  | 七月※   | 八月※ | 九月    | 十月※ | 十一月  | 十二月    | 閏十二月  |
| グレゴリオ暦     | 1620/2/4  | 3/4   | 4/3   | 5/3     | 6/1   | 6/30  | 7/30    | 8/28  | 9/26    | 10/26 | 11/24   | 12/24     | 1621/1/23 |
| ユリウス暦       | 1620/1/25 | 2/23  | 3/24  | 4/23    | 5/22  | 6/20  | 7/20    | 8/18  | 9/16    | 10/16 | 11/14   | 12/14     | 1621/1/13 |
| 元和七年（辛酉） | 一月※     | 二月  | 三月※ | 四月    | 五月※ | 六月  | 七月※   | 八月※ | 九月    | 十月※ | 十一月  | 十二月    |           |
| グレゴリオ暦     | 1621/2/22 | 3/23  | 4/22  | 5/21    | 6/20  | 7/19  | 8/18    | 9/16  | 10/15   | 11/14 | 12/13   | 1622/1/12 |           |
| ユリウス暦       | 1621/2/12 | 3/13  | 4/12  | 5/11    | 6/10  | 7/9   | 8/8     | 9/6   | 10/5    | 11/4  | 12/3    | 1622/1/2  |           |
| 元和八年（壬戌） | 一月※     | 二月  | 三月  | 四月※   | 五月  | 六月※ | 七月    | 八月※ | 九月※   | 十月  | 十一月※ | 十二月    |           |
| グレゴリオ暦     | 1622/2/11 | 3/12  | 4/11  | 5/11    | 6/9   | 7/9   | 8/7     | 9/6   | 10/5    | 11/3  | 12/3    | 1623/1/1  |           |
| ユリウス暦       | 1622/2/1  | 3/2   | 4/1   | 5/1     | 5/30  | 6/29  | 7/28    | 8/27  | 9/25    | 10/24 | 11/23   | 12/22     |           |
| 元和九年（癸亥） | 一月※     | 二月  | 三月  | 四月※   | 五月  | 六月  | 七月※   | 八月  | 閏八月※ | 九月※ | 十月    | 十一月※   | 十二月    |
| グレゴリオ暦     | 1623/1/31 | 3/1   | 3/31  | 4/30    | 5/29  | 6/28  | 7/28    | 8/26  | 9/25    | 10/24 | 11/22   | 12/22     | 1624/1/20 |
| ユリウス暦       | 1623/1/21 | 2/19  | 3/21  | 4/20    | 5/19  | 6/18  | 7/18    | 8/16  | 9/15    | 10/14 | 11/12   | 12/12     | 1624/1/10 |
| 元和十年（甲子） | 一月※     | 二月  | 三月※ | 四月    | 五月  | 六月※ | 七月    | 八月※ | 九月    | 十月  | 十一月※ | 十二月※   |           |
| グレゴリオ暦     | 1624/2/19 | 3/19  | 4/18  | 5/17    | 6/16  | 7/16  | 8/14    | 9/13  | 10/12   | 11/11 | 12/11   | 1625/1/9  |           |
| ユリウス暦       | 1624/2/9  | 3/9   | 4/8   | 5/7     | 6/6   | 7/6   | 8/4     | 9/3   | 10/2    | 11/1  | 12/1    | 12/30     |           |